# Cunha Porã
Cunha Porã là một đô thị thuộc bang Santa Catarina, Brasil. Đô thị này có diện tích 220,293 km², dân số năm 2007 là 10638 người, mật độ 44,6 người/km².